# Conservapedia
Conservapedia è un'enciclopedia online in lingua inglese di contenuto propagandistico e complottista. Nata negli Stati Uniti, si colloca prevalentemente nell'orbita dei cristiani conservatori nordamericani.

## Storia
Conservapedia nacque dal progetto scolastico di una scuola del New Jersey per volontà di Andrew Schlafly, figlio dell'attivista conservatrice Phyllis Schlafly. Schlafly decise di creare il progetto quando notò che un suo studente usava C.E. (Common Era, Era volgare), invece di AD (Anno Domini, corrispondente all'italiano "Dopo Cristo") vicino alle date storiche.

## Caratteristiche
L'enciclopedia è una wiki basata sul software MediaWiki e si pone come un'alternativa conservatrice alle pagine di Wikipedia che trattano argomenti politici e religiosi: secondo la visione dei creatori di Conservapedia, Wikipedia si sarebbe mostrata di parte (troppo liberal) nel trattare tali argomenti malgrado i propri principi di neutralità. In Conservapedia molti eventi e definizioni sono invece interpretati in chiave puramente cristiana fondamentalista e a volte non corrispondono alla verità accettata e condivisa dal mondo scientifico. L'ex presidente degli Stati Uniti Barack Obama ad esempio è definito come un marxista e probabile musulmano, mentre articoli riguardanti specie animali riportano anche versioni creazioniste delle loro origini.
In un'intervista a una radio inglese Schlafly, fondatore e maggior promotore del progetto, ha pesantemente criticato Wikipedia, sostenendo che molte pagine su tematiche oggetto di importanti dibattiti religiosi siano cambiate secondo linee anti-cristiane e che ci sia la tendenza ad interpretare gli avvenimenti recenti in chiave anti-americana.
Schlafly ha anche criticato il fatto che, nonostante la maggior parte dei membri attivi della Wikipedia in inglese siano americani, le forme grammaticali tipiche degli USA vengono rimpiazzate da quelle britanniche.
Tra le linee guida del progetto (detti Comandamenti) vi sono non copiare da Wikipedia ed evitare di usare articoli scritti da giornalisti come fonte.
A differenza di Wikipedia, su Conservapedia le voci possono essere modificate solo dagli utenti registrati autorizzati (edit); questi ultimi, inoltre, non possono caricare i file o spostare pagine.
Secondo le statistiche interne del sito, ad agosto 2015 Conservapedia aveva raggiunto 41.000 voci, visualizzate un totale di 545.000 volte, e 62.000 utenti registrati, di cui 92 attivi.